# Harry Johansson (friidrottare)
Harry Johansson, en svensk friidrottare (höjdhopp). Han tävlade för klubben Kronobergs IK. 